# Jardín Botánico de la Universidad de Tubinga
El Jardín Botánico de la Universidad de Tubinga (en alemán : Botanischer Garten der Universität Tübingen, también denominado como Botanischer Garten Tübingen o Neuer Botanischer Garten Tübingen), es un jardín botánico y arboreto, de unas 10 hectáreas de extensión, administrado por la Universidad de Tubinga que se encuentra en Tubinga, Alemania. 
El código de reconocimiento internacional del "Neuer Botanischer Garten Tübingen" como miembro del "Botanic Gardens Conservation Internacional" (BGCI), así como las siglas de su herbario es TUEB.

## Localización
Botanischer Garten der Universität Tübingen, Hartmeyerstrasse 123, Tübingen, Baden-Württemberg, Deutschland-Alemania.
Planos y vistas satelitales, 48°32′22.2″N 9°2′9.24″E / 48.539500, 9.0359000
Está abierto a diario todo el año. La entrada es gratuita. 

## Historia
Los inicios del jardín botánico se remontan a 1535 cuando empezaron a cultivarse las primeras plantas medicinales gracias a Leonhart Fuchs (1501-1566). En 1663 fue creado un Hortus Medicus bajo la dirección de Eberhard III de Württemberg (1614-74), con la contratación de jardineros para trabajos en la universidad en 1666. 
En 1681 Georg Balthasar Metzger (1623-1687) fue nombrado director, seguido en 1688 por Rudolf Jakob Camerarius (1655-1721). El primer invernadero fue completado en 1744, y el notable botánico Johann Georg Gmelin (1709-1755) designado director en 1751.
En 1804 fue establecido un nuevo jardín por un decreto del rey Federico I de Wurtemberg (1754-1816) bajo el liderazgo del Profesor Carl Friedrich Kielmeyer (1765-1844), y el cual creció y prosperó a través de la primera mitad del siglo XIX. 
Antes de 1809 albergó cuatro invernaderos y un pasillo de conferencia, con su primer catálogo de semillas publicado en 1820, y a partir de la 1818-1825 sus plantas fueron reorganizadas según el sistema de Antoine Laurent de Jussieu. En 1846 fue completado el edificio de un instituto y en 1859 el jardín cultivaba 5,226 especies. 
En 1866 la expansión final del jardín fue hecha con la compra de unas tierras de propiedad privadas adyacentes. En 1878 Wilhelm Pfeffer (1845-1920) fue designado director, quien inauguró una considerable casa de la palmera en 1886. A principios de 1888, el jardín fue reorganizado según el Sistema Eichler.
El nuevo jardín botánico existente actualmente fue abierto en 1969 con el establecimiento de su primer arboreto en el mismo año. A mediados de los años setenta fue construido el invernadero, con el jardín de hierbas agregado entre 1978 y 1979 y las áreas para las plantas de Suiza y del Jura de franconia agregados en 1984. 
El Jardín Alpino fue ampliado y vuelto a diseñar a mediados de los años ochenta, con la casa de las Islas Canarias agregada en 1987. En 1996 fue fundado el jardín botánico de Foerderkreis, y en el 2000 fue agregado un nuevo departamento de las plantas medicinales.

## Colecciones
El jardín botánico alberga actualmente más de 12,000 especies de plantas, incluyendo unas grandes colecciones de Fuchsia (30 variedades) y Rhododendron (150-180 variedades), distribuidos como:

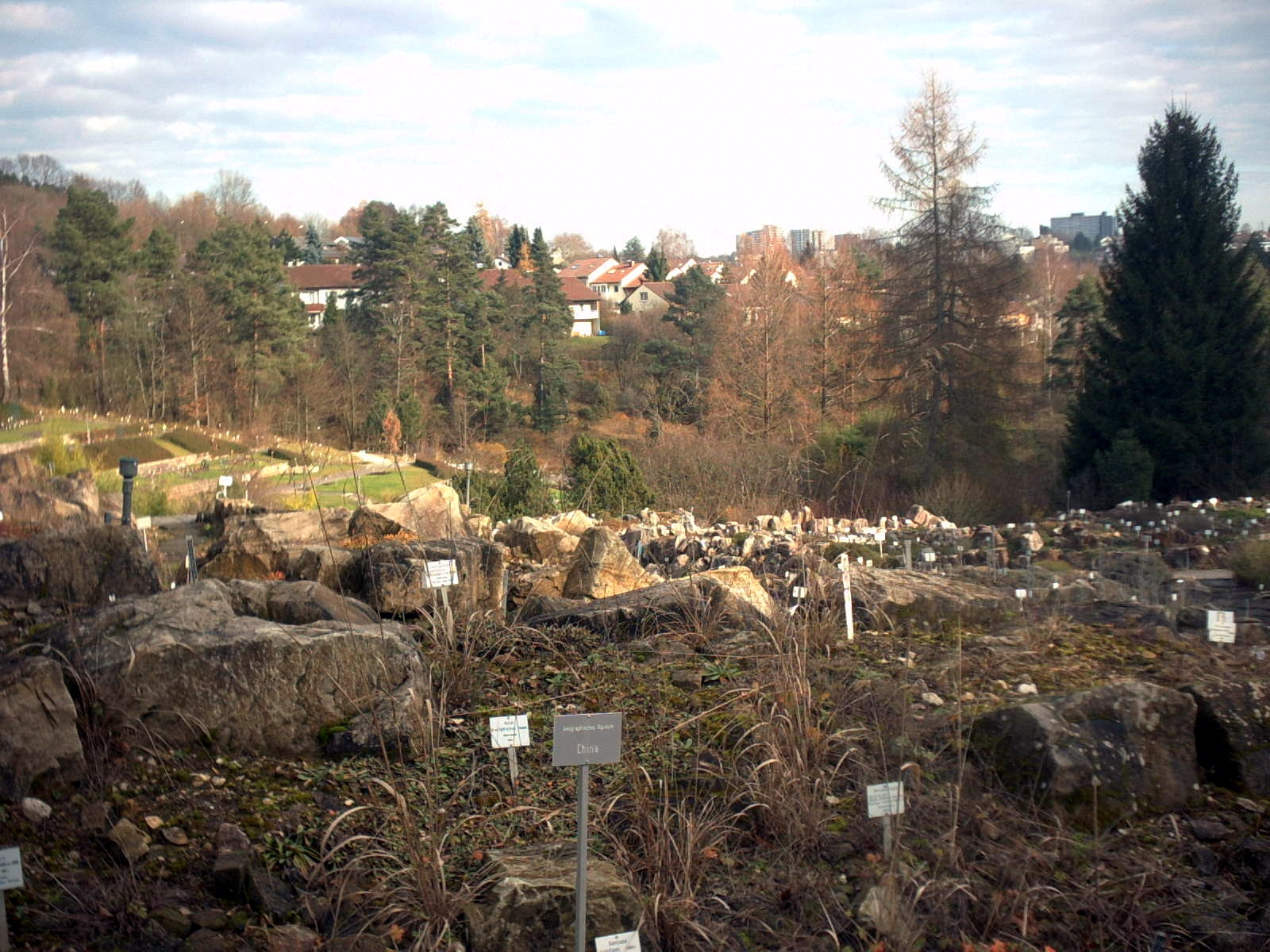
Vista del Neuer Botanischer Garten.

- Alpinum y casa Alpina - colecciones de plantas de montaña organizadas en áreas ecológicas y geográficas, con excelentes colecciones procedentes de Europa, África, Asia, las Américas del Norte y del Sur, Australia / Nueva Zelanda, y Antártida, además de unas extensas colecciones de plantas de los Alpes organizadas con criterios de ecología.

- Arboretum (5 hectáreas) - más de 1000 taxones de plantas leñosas, incluyendo el Pomarium (una colección de variedades de manzanas de Suabia).

- Asia - plantas procedentes de los Himalayas, con unas apreciables colecciones de rhododendron y árboles de hoja perenne tales como Cedrus deodara y Pinus wallichiana; procedentes del extremo oriente, incluyendo una relativamente completa representación de rhododendron de China, varios aceres (Acer spp.), kiwi (Actinidia), cornos (Cornus spp.), y varios especímenes de Metasequoia glyptostroboides; y el departamento de Siberia "Johann Georg Gmelin", actualmente en construcción, en el que se albergan una colección representativa de plantas de flor procedentes de Siberia.

- Jardín de la casa de campo - plantas procedentes de los jardines de las casas campesinas de Suabia, incluyendo las plantas ornamentales más comunes.

- Área Ecológica - dos hileras de plantas acuáticas resistentes, y especies seleccionadas agrupadas por sus adaptaciones ecológicas, tales como flores monóicas y dióicas, plantas de las dunas, lianas, con rizomas, plantas adaptadas a la sal, trepadoras, xerófitas, etc.

- Japón - un jardín japonés con una charca, incluyendo Alnus japonica, Cercidiphyllum japonicum, Cornus controversa, Cryptomeria japonica, Magnolia stellata, Taxus cuspidata, Salix sachalinensis, Sciadopitys verticillata, y Thujopsis dolabrata, además de azaleas japonesas, especies de Rhododendron, Enkianthus, y Erika.

- Jura - plantas del Jura.

- Plantas Medicinales - un nuevo jardín de plantas medicinales de porte herbáceo que refleja el interés actual de la industria farmacéutica.

- Norteamérica - árboles y arbustos de Norteamérica, incluyendo Calocedrus decurrens, Liriodendron tulipifera, Sequoiadendron giganteum, y Taxodium distichum.

- Ornamentales - plantaciones de ornamentales incluyendo variedades procedentes del Extremo Oriente y Norteamérica.

- Pannonikum - plantas procedentes de la región de Pannonikum entre la baja Austria y el Mar Negro, incluyendo Carex humilis, Lathyrus pannonicus, Onosma visianii, Prunus fruticosa, Quercus pubescens, y Stipa capillata.

- Colección de Suabia - plantas procedentes de la estepa de Suabia y brezales de bosque, prados, bosques caducifolios mixtos, arbustos de juniperus y, formaciones rocosas del Jura Blanco.

- Área sistemática - una muestra representativa de familias de las angiospermas (Angiospermas), primero organizado en 1974 por el sistema de Cronquist y Takhtajan, con los cambios significativos realizados entre 2000 y 2001 para reflejar la filogenética molecular las hipótesis para la evolución de las angiospermas. El sistema actual ahora refleja en gran parte las vistas del grupo de la filogenia de las angiospermas (APG 2003).

- Viñas - numerosas variedades de parras representando viejas y nuevas técnicas de producción vinícola procedentes de la región vinícola de Württemberg.